# Adriaen Lievensz. van der Poel

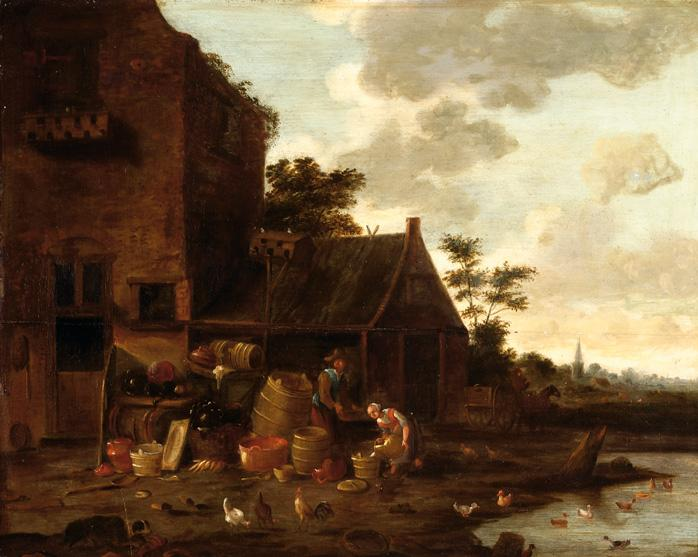
Schilderij gemaakt door Van der Poel

Adriaen Lievensz. van der Poel (Delft, 29 oktober 1628 – 1671/72, Leiden) was een zeventiende-eeuws decoratieschilder en kunstschilder.

## Leven en werk
Adriaen van der Poel werd op 19 oktober 1628 gedoopt. Getuige bij zijn doop was de schilder Pieter van Bronckhorst. Adriaen was de zoon van de goud- en zilversmid Lieven van der Poel en Annetge Egberts. Lieven had klaarblijkelijk veelvuldige contacten met Delftse schilders. In 1636 hertrouwde Lieven met Tanneken Baltens, de tante van de schilder Johannes Vermeer. Diens moeder was haar zuster Digna, die in 1615 huwde met Vermeers vader, Reynier Jansz. Vos (Vermeer).
Als schilder was Adriaen een navolger van zijn oudere broer Egbert Lievensz. van der Poel (1621-1664) en Hendrick de Meijer. De door hem geschilderde onderwerpen zijn: historiestukken, stillevens, winterlandschappen, genrekunst, landschappen en boerderijstillevens. Bij boerderijstillevens schilderde hij exterieur met veel dieren, terwijl zijn jongere broer zich meer op het interieur toelegde. Als naamsvariant gebruikte hij Adriaen van der Poel of Adryanus van der Poel. Vanaf 1658 werkte hij in Leiden, waar hij lid van het gilde was. In 1670 komt zijn naam in Den Haag voor in de archieven van de Confrerie Pictura. Het lijkt waarschijnlijk dat hij daar al eerder lid was geworden. Adriaen wordt nog weleens verward met zijn neef Adriaen van der Poel, lakenwerker te Leiden (1636-1678), die gehuwd was met Machteld Vailliant. Er woonde zelfs ook nog een niet-verwante Adriaen van der Poel in diezelfde tijd in Leiden, een brandewijnverkoper. Adriaen de schilder huwde in 1659 met Jacquemijntje Coppens en in 1669 met Susanna Jans. Susanne  werd al in 1672 weduwe genoemd en hertrouwde in 1673. Adriaen, die in  mei 1671 nog in de Vredemakersboeken voorkomt als kladschilder, is dus overleden in 1671 of 1672. Van hem zijn geen nakomelingen bekend.